# آلبرت آدریا
آلبرت آدریا آکوستا (کاتالونیایی: Alberto Adrián Acosta؛ ‏ تلفظ کاتالان: [əlˈβɛɾt əðɾiˈaj əˈkɔstə]؛ ‏ زادهٔ ۲۰ اکتبر ۱۹۶۹) سرآشپز، رستوران‌دار و مؤلف اهل اسپانیا است. وی پیشتر سرآشپز کیک‌پزی و شیرینی‌پزی رستوران مشهور بویی در رُسِـس کوستا برابا بود و در حال حاضر چندین رستوران را با برادرش فران آدریا (که او هم سرآشپز نامداری است) اداره می‌کند.